# Стрельба в «Клубе Куусинена»

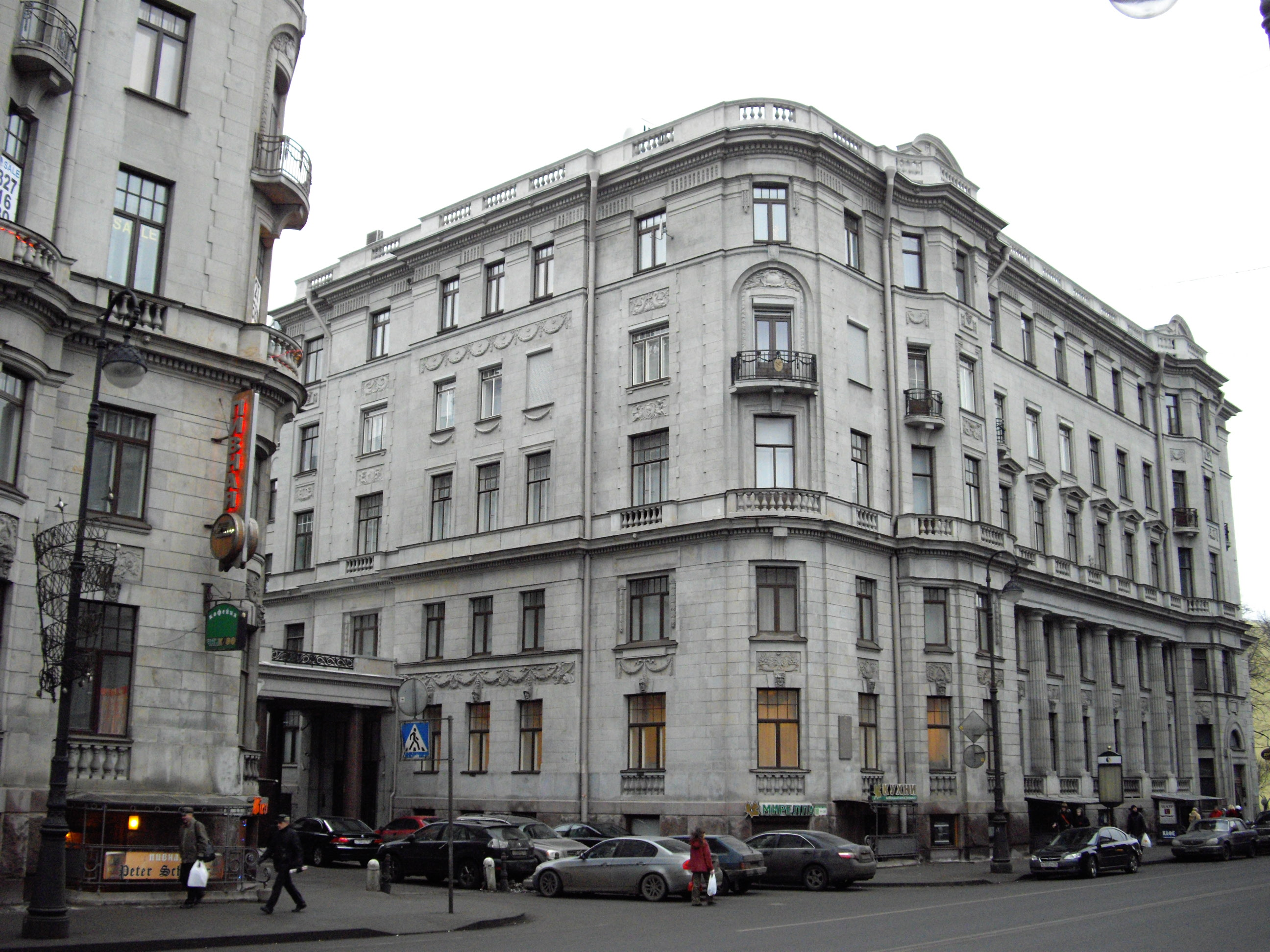
Современное фото Дома Бенуа, на пятом этаже которого располагался Клуб Куусинена

Стрельба в «Клубе Куусинена» — массовое убийство, совершённое в Петрограде 31 августа 1920 года в «Клубе Куусинена». Жертвами стали восемь человек, ещё десять получили ранения; среди жертв было немало высокопоставленных деятелей Коммунистической партии Финляндии. Нападавшими были также финские коммунисты, а мотивом преступления стали противоречия между руководством финской компартии и частью рядовых членов. Массовое убийство получило широкий резонанс, однако настоящие причины инцидента обнародованы не были, а погибшие были похоронены на Марсовом поле как «жертвы белофиннов».

## История
По окончании Гражданской войны в Финляндии в 1918 году, закончившейся поражением финской Красной армии, тысячи красногвардейцев скрылись в Советской России. Большая часть из них обосновалась в Петрограде. Для организационной деятельности и собраний финских коммунистов был организован так называемый «клуб Куусинена», который фактически являлся штаб-квартирой Коммунистической партии Финляндии в России. Располагался он на Каменноостровском проспекте, в доме 26-28 на пятом этаже в комнате 116. Назван в честь Отто Куусинена после его мнимой гибели в феврале 1920 года.
Прежние красные руководители начали вести роскошную жизнь в лучших гостиницах и ресторанах Петрограда, так как они вывезли, а по мнению «белых», украли из Финляндского банка иностранной валюты на миллионы марок. Жизнь же рядовых членов компартии была бедной. За попытки критиковать руководство их притесняли, в том числе исключая из партии. Внутри партии образовалась оппозиционная группа, так называемая «револьверная оппозиция», которая решила совершить открытое нападение и «убрать руководство и пропасть, её отделяющую».

## Нападение

Вооружённое нападение случилось 31 августа 1920 года. Первым был застрелен куривший на лестничной площадке Юкка Рахья. Работавшая в конторе Лииса Саволайнен попыталась вызвать помощь по телефону, но получила пулю в затылок. Юкка Виитасаари попытался сопротивляться, но получил пулю в голову, как и Туомас Хюрскюмурто. Стрельба окончилась, лишь когда у стрелявших кончились патроны.

## Жертвы
- Туомас В. Хюрскюмурто, партийный работник
- Вяйно Эфраим Йокинен, бывший член парламента и член ЦК Коммунистической партии Финляндии
- Фердинанд Теодор Кеттунен, распорядитель военной организации финской компартии
- Конста (Константин) Эверт Линдквист, бывший член парламанта, член Народного Совета — уполномоченный по транспорту
- Юкка Рахья («Иван Абрамович»), член ЦК финской компартии
- Юкка Сайнио (Юхо Вальтер Юсси Сайнио), представитель Российской коммунистической партии
- Лииса Саволайнен, клерк военной организации
- Юкка (Юхо) Теодор Виитасаари, красный командир

## Раненые
Было ранено десять человек, из них К. М. Эва тяжело (умер в 1927).

## Стрелявшие
Стрелявшими были шесть учеников красногвардейской школы, известны точно Акку Пааси (Август Пю) и Аллан Хаглунд. Акку Пааси руководил группой. Многочисленных подозреваемых в нападении задержали, но вскоре отпустили.
Стрелявшие написали письмо о мотивах своего поступка, а позднее добровольно сдались милиции. Через два года судов они получили лёгкие, по 3-5 лет, приговоры, кроме супругов Войто и Элвиры Элоранта, которых расстреляли несколько лет спустя по обвинению в причастности к организации убийства, хотя они не присутствовали при событии.
Осуждённые отбывали наказание в Бурятии.

## Похороны

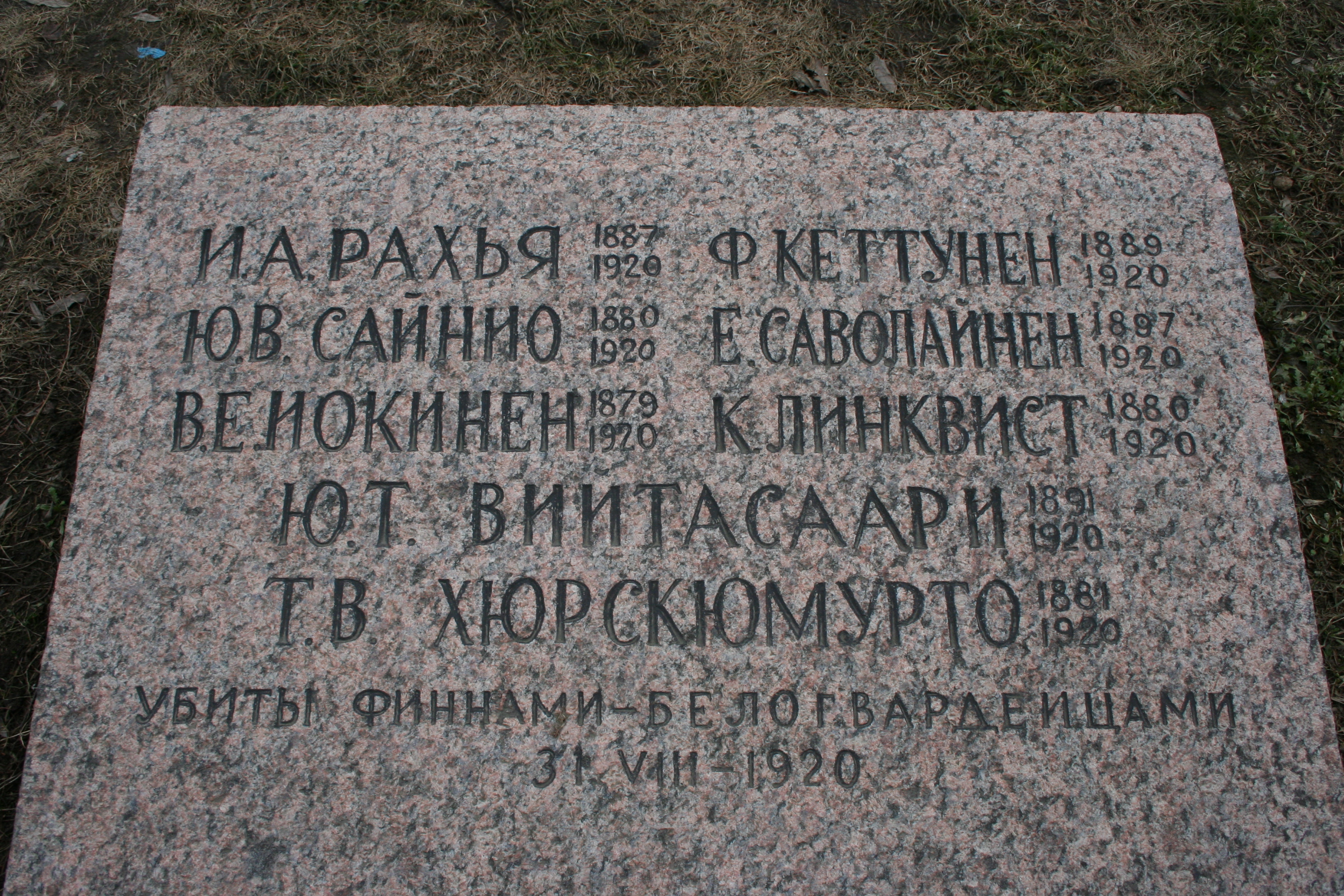

Погибших похоронили на Марсовом поле в Петрограде. Похороны были государственные, в них участвовало почти 100 000 человек. Прощание было организовано в Эрмитаже 12 сентября 1920 года. На надгробном камне написали «Жертвы белофиннов», хотя дело касалось внутренней борьбы в самой коммунистической партии. Имена погибших выбиты на Камне августовских коммунаров. На приведённом фото, где увековечены имена и лица жертв, в стихах говорится о «стрелявших в спину» «тайных убийцах с чёрной душой», заключивших «союз с мясниками» (lahtari — обычное название противника во время гражданской войны в красной, реже в белой прессе). Во второй фразе упоминается зависть Каина, то есть автор знал, что речь идёт о предательстве своих, но завуалировал правду.